# Marie Svensson
Marie Kristin Svensson (Simrishamn, 9 augustus 1967) is een Zweeds tafeltennisster. Ze behaalde haar grootste internationale succes in 1994, toen ze Europees kampioene enkelspel werd door in de finale Gerdie Keen te verslaan. Twee jaar daarvoor haalde de Zweedse de finale van de Europa Top-12, maar verloor daarin van Csilla Bátorfi.
Svensson nam namens Zweden deel aan de Olympische Spelen van 1992, 1996 en 2000. Ze speelde van 1996 tot en met 2001 op zowel enkel- als dubbelspeltoernooien van de ITTF Pro Tour zonder medaillewinst. De Zweedse was actief op negen WK's, een World Cup, zes Europese Top-12 toernooien en vijf EK's. Svensson speelde competitie voor onder meer het Duitse FC Langweid in de Bundesliga.

## Erelijst
Belangrijkste resultaten:
- Europees kampioene enkelspel 1994
- Zilver Europese kampioenschappen dubbelspel 1998 (met Otilia Bădescu)
- Zilver Europese kampioenschappen gemengd dubbelspel 1998 (met Erik Lindh en 2000 (met Ilija Lupulesku)
- Verliezend finaliste Europa Top-12 van 1992 (tegen Csilla Bátorfi)
- Brons Europa Top-12 van 1998
- Winnares European & Nordic Championships 1986